# L'era glaciale: L'avventura strampalata di Scrat
L'era glaciale: L'avventura strampalata di Scrat (Ice Age: Scrat's Nutty Adventure) è un videogioco di genere avventura dinamica uscito nel 2019, e spin-off della saga cinematografica de L'era glaciale.

## Trama
Prima degli eventi del primo film, Scrat scopre dell'esistenza delle magiche ghiande cristallo.
Lo scoiattolo quindi si mette alla ricerca di queste ghiande e come primo ostacolo combatte contro Tornado e Cretaceo, i due antagonisti principali del secondo film che vogliono mangiarlo poiché affamati con Cretaceo che riesce quasi a mangiarlo, tuttavia Scrat riesce a tenere la bocca del rettile abbastanza a lungo da fargli venire da vomitare e quindi sputandolo permettendogli di scappare, dopodiché i due rettili tornano a cercare cibo.
In seguito trova il tempio di Scratazon e cerca di entrarci ma sbatte la testa venendo quindi preso in giro da Carl e Frank, questo lo fa irrita e gli lancia una pietra cosa che fa imbestialire i due rinoceronti che lo attaccano innescando un combattimento movimentato, alla fine Scrat batte in astuzia i due rinoceronti manipolandoli nell'andare a sbattere nella porta del tempio più volte mentre lo inseguono, alla fine questo causa la distruzione della porta e la perdita dei sensi di Carl e Frank che svengono per terra, quindi Scrat entra nel tempio e prende tutte le ghiande di cristallo. 
Mentre lo fa ha una battaglia con un feroce e gigantesco pterodattilo che cerca di mangiarlo ma riesce a sbarazzarsene, in seguito incontra Rudy che sta dormendo e cerca di non svegliarlo mentre prende una ghianda di cristallo ma fallisce e quest'ultimo lo lancia lontano. 
Scrat precipita quindi in un altro tempio dove trova uno strano segno ma prima che possa controllarlo viene rapito da un UFO molto familiare. Sulla nave scopre che è il pilota è nientemeno che Scratazon, riuscita ad uscire dal buco nero. 
Dopo averla riconosciuta Scrat fa un'espressione di sorpresa e un verso di frustrazione mentre il gioco finisce.